# VH1 Presents: The Corrs, Live In Dublin
VH1 Presents: The Corrs, Live in Dublin es un álbum en directo grabado por la banda irlandesa The Corrs junto con la Irish Film Orchestra en los estudios de Admore de Dublín, en enero de 2002. Fue el segundo disco grabado en vivo en estos estudios después de Unplugged.
El álbum incluía algunos de sus temas más conocidos, además de versiones de otros artistas como When the stars go blue y Summer wine (interpretados junto a Bono de U2) y Little wing y Ruby Tuesday, que contaron a la guitarra al componente de los Rolling Stones, Ron Wood. Realizaron también una versión de Neil Young. Fue editado en Estados Unidos e Irlanda, y se vendieron unas 500.000 copias.

## Lista de canciones
1. Would You Be Happier? - 3:30
2. Breathless - 3:42
3. When the Stars Go Blue - 4:20
4. Little Wing - 4:42
5. Joy Of Life (Instrumental)
6. Runaway - 4:25
7. Only Love Can Break Your Heart - 3:04
8. Radio - 4:15
9. Summer Wine - 3:55
10. So Young - 4:54
11. Ruby Tuesday - 3:40

## Listas
| Lista                   | Peak Posición |
| ----------------------- | ------------- |
| U.S Top Internet Albums | 11            |
| U.S Billboard 200       | 52            |